# حزب العمال الاشتراكيين
حزب العمال الاشتراكيين (بالإنجليزية: Socialist Workers Party)‏ هو حزب سياسي أمريكي، أسس في 1938.

## أعضاء بارزون
- كود سباركل
- تحديث القائمة

- Eduard Limonov
- سي. جيمس
- ليندون لاروش (1949 - 1964)
- جيمس بيرنهام (1938 - 1940)
- James Patrick Cannon
- Raya Dunayevskaya
- هاري بريفرمان
- أليسون كينيدي
- أوسبورن هارت
- جاك بارنز (سياسي)